# Marinette Dupain-Cheng
Marinette Dupain-Cheng é uma personagem fictícia e personagem principal da série de televisão animada Miraculous: As Aventuras de Ladybug & Cat Noir criada por Thomas Astruc. Retratada como uma adolescente de ascendência chinesa e francesa, ela quer ser uma designer de moda e mora com seus pais, Tom Dupain e Sabine Cheng, donos de uma padaria.
Depois que ela é escolhida por Mestre Fu, o guardião dos Miraculous, ao ajudá-lo, Marinette é escolhida como uma futura super-heroína ao lado de Cat Noir. Como resultado, ela recebe um par de brincos conhecido como os Miraculous da Hoaninha, que quando usado concede a Marinette a capacidade de se transformar em Ladybug, seu nome como uma super-heroína. O objetivo de Ladybug e Cat Noir é proteger Paris do vilão Hawk Moth e derrotá-lo completamente.
Desconhecido para Marinette, a identidade secreta de Cat Noir é Adrien Agreste, um colega de classe por quem ela tem sentimentos amorosos. Como portadora de um Miraculous, Marinette é auxiliada por uma pequena criatura  parecida com uma joaninha chamada Tikki, que é um ser mágico conhecido como kwami. Como Ladybug, a habilidade de Marinette é a criação.
Marinete foi inspirada em uma jovem vestindo um estilo de roupa com tema de joaninha, que já trabalhou com Thomas.
Depois de desenha-la como uma super-heroína com o tema de joaninha, ele achou que esta seria uma boa personagem, ainda mais pois ele não sabia se existia outro super-herói com esse tema. O corte de cabelo de Marinete também foi inspirado nessa jovem.
A personagem foi bem recebida pelos fãs, com alguns produtores a caracterizando como um modelo para os espectadores, e como seu protagonismo é bem sucedido.

## Desenvolvimento

### Conceito e criação
A identidade de super-heroína de Marinette Dupain-Cheng, Ladybug, foi inspirada em uma jovem vestindo uma camiseta com uma joaninha retratada nela; ela pertencia à equipe de produção de outro programa que também incluía Thomas Astruc, o criador da série animada de televisão Miraculous . Ele afirmou que ele fez amizade com ela, e depois disso eles começaram a criar e "trocar notas adesivas com tema de joaninha"; uma nota desenhada por Astruc retratava a mulher como uma super-heroína com tema de joaninha.
Thomas não sabia da existência de um super-herói relacionado a joaninhas e achou que esse personagem seria bom. Como resultado, o personagem de Ladybug foi conceituado. Astruc pensou que um super-herói baseado nessa ideia não havia sido criado anteriormente por não ser suficientemente masculino. O penteado de Marinette também foi concebido usando o corte de cabelo da mulher como modelo. Astruc disse que o poder de Ladybug estava ligado à sorte, já que as joaninhas estão associadas à boa sorte. Ele comentou que o personagem de Ladybug é comparável ao Homem-Aranha .
Astruc afirmou que, embora Marinette seja uma garota de ação, isso não a impede de usar rosa. Ele caracterizou Ladybug como uma personagem "incrível", especial, muito positiva e brilhante. Ele também a descreveu como seu personagem favorito da série. Astruc esperava que as crianças vissem Ladybug como um exemplo positivo, e que ela se tornasse a mascote de Paris, sendo encontrada em panfletos nas entradas dos museus para inspirar as crianças a visitá-los. Em relação a Marinette e Adrien Agreste, ele comentou que desejava retratar personagens "ensolarados", inspiradores. Astruc mencionou que Ladybug é uma das duas "adolescentes mais poderosas" ao lado de Cat Noir, já que ela tem o poder de criação. Ele afirmou que lidar com a dinâmica entre as identidades de Marinette e Adrien foi divertido. Astruc disse que casais de super-heróis como Ladybug e Cat Noir são incomuns em shows, e ele sentiu que os espectadores gostam da situação de amor formada entre os dois. Uma fonte de inspiração para a dupla da joaninha e do gato preto foi um dos relacionamentos românticos anteriores de Astruc. Astruc afirmou que, enquanto houvesse um vilão no programa, um relacionamento romântico entre Marinette e Adrien só poderia acontecer sob certas circunstâncias e precisaria ser tratado com cuidado, comentando que tal relacionamento seria frágil e complicado.
O traje de Ladybug era difícil de animar quando se tratava da versão 2D original do programa, pois era vermelho com pontos pretos; os pontos tinham que estar em certos lugares e tinham que permanecer imóveis. Na versão 3D, esse problema desapareceu, pois havia um modelo em movimento. Na versão 2D, Marinette deveria ser mais velha do que ela é atualmente na versão 3D. O design chibi de Ladybug da série Miraculous Chibi foi concebido pela designer de personagens Angie Nasca. A padaria da família de Marinette foi inspirada em uma padaria parisiense da vida real.
Astruc comentou que decidir como Ladybug usaria um certo item criado com a ajuda de seu Miraculous para derrotar o vilão leva um quarto do tempo de trabalho dos escritores para um episódio; Sébastien Thibaudeau, diretor de redação de Miraculous, afirmou que Ladybug é inteligente, pois consegue fazer o que na realidade várias pessoas podem pensar apenas quando colaboram entre si. Segundo Thibaudeau, os roteiristas queriam que Marinette não se baseasse em clichês e se parecesse com uma garota contemporânea, capaz de criar coisas e desejosa de conseguir algo na vida; eles também desejaram a transformação de Marinette em um super-herói autoconfiante para mostrar que as pessoas podem mudar e se tornar mais fortes. Marinette também pretende destacar que é preciso lutar e ter a mente aberta e inteligente para ter sucesso na vida. Thibaudeau disse que Marinette tenta melhorar a vida difícil de Adrien. Fred Lenoir, também escrevendo para Miraculous, afirmou que o relacionamento de Marinette com Adrien, tanto como civis quanto como super-heróis, é a parte principal do show. Astruc mencionou que a terceira temporada da série serviu de teste para Marinette; Mélanie Duval, outra escritora de Miraculous, comentou que Marinette teve muitos obstáculos a superar naquela temporada.
Jeremy Zag, presidente do estúdio de animação Zagtoon, descreveu Marinette como "uma personagem feminina fresca e moderna que está alinhada com a vida de crianças e adolescentes de hoje". As duas primeiras imagens de Ladybug divulgadas por Zag, uma mostrando seu retrato e outra mostrando ela em um telhado em Paris, receberam atenção suficiente para cercar o mundo. Zag disse que a situação de amor que Marinette criou ao lado de Adrien, suas identidades de super-heróis e seus segredos representam algumas das principais partes da história. Jared Wolfson, produtor executivo de Miraculous, afirmou que o público de garotas estava esperando que "alguém como o Homem-Aranha aparecesse" e que, por causa da personagem de Ladybug, elas agora podem se transformar nela, tornando-se "mais fortes" e fazendo "um efeito no mundo". Em relação ao personagem de Ladybug, Aton Soumache, o diretor executivo da empresa Method Animation, disse que os produtores desejavam "criar um personagem de super-herói [glamouroso] com um toque europeu real com Paris como pano de fundo", como resultado da falta anterior de uma série de ação centrada em uma super-heroína.
Nicole D'Andria, colaboradora da criação de uma revista em quadrinhos Miraculous, disse que Ladybug é uma personagem admirável. O presidente de produtos de consumo global da ZAG America, André Lake Mayer, afirmou que as crianças gostam do personagem de Ladybug, e que os fãs gostariam de jogar como Ladybug no jogo de corrida móvel Miraculous . Ela sentiu que Ladybug "é instantaneamente empoderadora para todas as mulheres, de todas as idades", dizendo que ela "é hipnotizante tanto como Marinette quanto como Ladybug". Mayer afirmou que "mesmo sem conhecer a história", "ela é instintivamente familiar, autêntica e forte", acrescentando que "Ladybug é um ícone para o empoderamento feminino saudável". Ela também caracterizou Ladybug como "relacionável", e como "única".

### Voz
Anouck Hautbois dubla Marinette na versão francesa da série. Thomas Astruc considerou Hautbois e o resto do elenco francês fantásticos. Jéssica Vieira faz a voz da personagem no Brasil.

## Aparência

### Na série principal
Marinette é a protagonista feminina da série Miraculous . Ela é uma garota de 1,50 m de altura, de 14 anos, retratada como uma adolescente franco-chinesa de Paris, que deseja se tornar designer de moda . Marinette é filha de Tom Dupain e Sabine Cheng, neta de Rolland e Gina Dupain, e sobrinha-neta de Wang Cheng. Seus pais são donos de uma padaria. Um dia, ao correr para a escola, Marinette percebe um homem idoso em perigo e imediatamente o salva. Enquanto Marinette não está ciente disso na época, o homem é o Mestre Fu, o guardião dos objetos mágicos chamados de Miraculous, que preparou um teste para encontrar alguém que mereça se tornar um Super heroi. Desde que Marinette o salvou, Mestre Fu decide oferecer a ela o Miraculous da Joaninha, um par de brincos. Depois que Marinette vê a caixa que contém os brincos e a abre, aparece uma criatura parecida com uma joaninha que se apresenta como Tikki. Ela é um ser mágico conhecido como kwami, que concede a Marinette o poder de se transformar em um super-herói ao usar os brincos.
Quando ela vê Tikki pela primeira vez, Marinette tem medo dela. Ela também não está entusiasmada com a ideia de se tornar uma super-heroína, e a primeira vez que ela se transforma é por engano. No entanto, ela aprende a agir como um super-herói logo depois disso e apresenta seu apelido de super-herói, Ladybug. A roupa de super-herói de Marinette deriva da aparência de Tikki, parecendo uma joaninha. Marinette está apaixonada por Adrien, um garoto de sua classe com quem ela fica nervosa. Desconhecido para Marinette, Adrien é na verdade seu parceiro super-herói, Cat Noir que gosta de Ladybug. Como Marinette não está ciente da identidade civil de Cat Noir, ela constantemente rejeita seus avanços em direção a ela. O objetivo de Ladybug e Cat Noir é proteger Paris de Hawk Moth, um homem que tem a habilidade de transformar pessoas em supervilões; ele deseja adquirir os Miraculous de Ladybug e Cat Noir, e, sem que eles saibam, é na verdade o pai de Adrien, Gabriel Agreste. Como Ladybug, Marinette se torna mais segura de si mesma. A transformação em Ladybug oferece suas novas habilidades. Seu poder principal é a criação, chamada "Talismã". A arma de super-herói de Ladybug é um ioiô.
Marinette tem um relacionamento positivo com seus pais, e um vínculo próximo com Tikki. Ela também tem uma relação positiva com a maioria de seus colegas de classe, particularmente com sua melhor amiga, Alya Césaire; Alya muitas vezes oferece apoio a Marinette e está lá para ela quando ela precisa de ajuda, e ela é uma grande fã de Ladybug. Marinette também tem um relacionamento próximo com Luka Couffaine, o irmão mais velho de um de seus colegas de classe, e um relacionamento amigável com Nino Lahiffe, que já teve uma queda por ela. Mais tarde, se torna amiga próxima de Kyoko Tsurugi. Ao mesmo tempo, Marinette não se dá bem com Chloé Bourgeois, nem com Lila Rossi, devido ao constante bullying e abuso verbal que eles colocam nela.

### Em outras mídias
Além da série principal, Marinette aparece na maioria das mídias Miraculous . Ela está presente no episódio especial de Natal, que consiste em um formato musical. Marinette aparece no episódio especial ambientado em Nova York, e ela também está presente no episódio especial que acontece em Xangai . Ela foi destaque nos episódios chibi, nos episódios Tales from Paris, e nos episódios Miraculous Secrets . Marinette apareceu em várias sequências onde se dirigiu aos espectadores de forma direta, e em uma sessão ao vivo sustentada na conta do YouTube do Disney Channel . Ela fez parte de um videoclipe promovendo a higiene adequada entre as crianças. Marinette é uma personagem jogável no jogo de corrida móvel Miraculous . Ela aparece em histórias em quadrinhos inspiradas na série; ela também está presente em outros tipos de livros baseados na série. Marinette é retratada na revista oficial Miraculous . Ela aparecerá em um filme musical Miraculous intitulado Miraculous: Le Film, e em um OVA 2D. Marinette também é retratada em shows ao vivo, inclusive durante uma turnê.

## Recepção

### Resposta crítica
A recepção crítica de Marinette tem sido geralmente positiva, com escritores descrevendo-a como uma personagem famosa, e como "bonita", carismática, inteligente, doce, e inventiva. . Emily Ashby, da Common Sense Media, caracterizou Marinette como "paciente" e "gentil". A escritora do ComicsVerse, Michele Kirichanskaya, sentiu que a série "leva tempo para abordar a herança de Marinette" de "uma maneira sutil e respeitosa", citando os "momentos em que ela luta para falar chinês" e tem "falhas de comunicação culturais com parentes". Kirichanskaya escreveu que o nome completo de Marinette quando "traduzido dos idiomas chinês e francês" é "apropriado para uma garota cuja família possui uma padaria". Ela descreveu Marinette como "leal e dedicada a seus amigos e familiares". Kirichanskaya disse que Marinette ser "uma aspirante a designer de moda" que faz "novas criações em seu tempo livre" mostra que "os interesses femininos [não] necessariamente prejudicam as qualidades super-heroicas", considerando isso "uma mensagem positiva para espectadores masculinos e femininos". Ela pensou que os sentimentos que Marinette tem por Adrien "apenas definem um aspecto de seu personagem". Caroline Gourdin, do La Libre Belgique, afirmou que a personagem de Marinette é um dos principais aspectos da série, acrescentando que ela pode atrair tanto meninas quanto meninos. Nerd muito? A escritora Emily Auten sentiu que "a paixão shoujo de Marinette por Adrien" é um dos "pequenos aspectos que os fãs de anime podem apreciar" neste show. Auten escreveu que "Marinette ocupa o centro do palco" como protagonista, apesar da falta de heroínas nas séries de televisão; ela também afirmou que "Marinette é uma grande protagonista feminina". Auten disse que Marinette é "muito bem escrita", afirmando que ela é "um grande modelo" para crianças e adultos "para admirar e se relacionar". Ela elogiou o papel de Cristina Vee como dubladora de Marinette. Um roteirista do El Intransigente disse que a protagonista aplaudida desta série é uma menina, diferente de como acontece em outras séries, e que Marinette tem um grande coração. Marinette foi comentada como tendo "otimismo inocente". Ela foi descrita como uma personagem muito importante para crianças de vários países, incluindo a França.
A forma de super-herói de Marinette, Ladybug, foi elogiada. Elle Collins, da ComicsAlliance, disse que a maneira como "Marinette se transforma em Ladybug em uma série de giros e poses" lembra como "Sailor Moon e outras garotas mágicas sempre fazem". Ela sentiu que Marinette tendo "a orientação de algum tipo de criatura falante de joaninha" completa "outro tropo de Garota Mágica". O escritor do Los Angeles Times, Robert Lloyd, comentou que Marinette é uma "garota esperta" e caracterizou sua forma de super-herói como "uma cruzada fantasiada". Michele Kirichanskaya afirmou que, enquanto Marinette inicialmente "parece ser apenas uma garota comum", com a ajuda de "um par de brincos mágicos", ela "pode se transformar na Joaninha Milagrosa, um dos maiores super-heróis de Paris". Ela descreveu Marinette como "uma jovem brilhante, talentosa e criativa, tentando equilibrar sua vida diária com todas as responsabilidades que envolvem ser a maior super-heroína da França". Kirichanskaya caracterizou Ladybug como "uma heroína incrível" que é "fluida e confiante na batalha". Ela sentiu que "Marinette encarna o máximo" de suas vidas comuns e de super-heróis "em uma bela força de um personagem". Laura Aasland, da Culture Honey, elogiou que, enquanto Ladybug continua "gemendo com os trocadilhos de Cat Noir", Marinette tem sentimentos por Adrien. Ella Anders da BSCkids disse que enquanto "de relance [Marinette] parece ser uma adolescente típica do ensino médio", ela é "uma campeã do direito" na realidade. Caitlin Donovan, da Epicstream ' descreveu Marinette como "uma protagonista adorável que é genuinamente desajeitada como civil", mas "confiante como super-heroína", sentindo que isso "faz um contraste interessante". A escritora de Melhor Filme, Irene Rosignoli, elogiou a capacidade de Marinette de se transformar de seu tímido eu civil em uma super-heroína corajosa, confiante e resoluta, vendo-a como uma mensagem construtiva para meninas em todo o mundo. Ladybug foi caracterizada como uma super-heroína incrível que pode impressionar imediatamente os jovens espectadores, e ela foi considerada capaz, corajosa e a super-heroína favorita das meninas.

### Popularidade
O vice-presidente de gerenciamento de marca da Bandai, Kenji Washida, descreveu Marinette como "uma garota peculiar, mas adorável, crescendo, indo para a escola e tendo primeiras paixões", afirmando que ela é uma personagem com a qual "garotas podem se identificar"; ele disse que o alter ego de super-herói de Marinette é "alguém que eles querem ser". Washida viu "o conceito de uma jovem como um super-herói" como "um divisor de águas em brinquedos e entretenimento". O diretor de criação e presidente da Guess, Paul Marciano, elogiou a identidade secreta de Marinette e seu relacionamento com Adrien. O diretor de licenciamento da Gemma International, Tim Rudd-Clarke, caracterizou Ladybug como "uma super-heroína forte e empoderada" que "preenche uma enorme lacuna no mercado que está vaga há algum tempo". A equipe da PGS Entertainment descreveu Marinette como uma "super-heroína líder" que "instila valores positivos". Uma estátua de cera em tamanho real representando Ladybug foi exibida no Musée Grévin . Um filtro do Snapchat inspirado nela foi criado. Ladybug foi retratada em ônibus. Playgrounds internos baseados em Ladybug e Cat Noir foram construídos. Encontros e cumprimentos contendo Ladybug foram organizados, inclusive em um parque temático. Ela serviu de inspiração para um evento de Natal, e para pintura de rosto. Cosplays dela foram feitos.
Várias peças de mercadorias inspiradas nas identidades civis e de super-heróis de Marinette foram criadas, incluindo figuras de ação, itens de vestuário, acessórios, máscaras, e adesivos. Figuras retratando Ladybug foram desenvolvidas pela Funko, e pelo Burger King . Brinquedos baseados nela foram produzidos, como brinquedos Kinder Surprise, e um telefone de brinquedo. Foram lançados os dispensadores de doces Pez inspirados nela. Um jogo baseado em Ladybug e outros personagens Miraculous foi lançado. Itens relacionados à praia retratando Ladybug foram produzidos, e itens relacionados à escola retratando-a também foram inventados. Doces inspirados por ela foram criados. Outros produtos baseados nela, incluindo roupas de cama, também foram desenvolvidos.